# Aloe fimbrialis
Aloe fimbrialis là một loài thực vật có hoa trong họ Măng tây. Loài này được S.Carter mô tả khoa học đầu tiên năm 1996.